# Gloria Pizzichini
Gloria Pizzichini (* 24. Juli 1975 in Osimo Scalo) ist eine ehemalige italienische Tennisspielerin.

## Karriere
Mit sieben Jahren begann Pizzichini Tennis zu spielen. Auf der WTA Tour gewann sie ein Einzeltitel und auf dem ITF Women’s Circuit waren es vier Einzel- und drei Doppeltitel.
1997 spielte sie für den Tennisclub Babcock aus Oberhausen und schaffte den Aufstieg in die Damen-Bundesliga.

## Turniersiege

### Einzel
| Nr. | Datum       | Turnier | Kategorie   | Belag | Finalgegnerin  | Ergebnis |
| --- | ----------- | ------- | ----------- | ----- | -------------- | -------- |
| 1.  | 5. Mai 1996 | Bol     | WTA Tier IV | Sand  | Silvija Talaja | 6:0, 6:2 |